# هومالمينة واليسية
هومالمينة واليسية (الاسم العلمي:Homalomena wallisii) هي نوع من النباتات تتبع جنس الهومالمينة من الفصيلة اللوفية.